# Barro Lobo
Barro Lobo é uma pequena aldeia situada no alto de uma colina do município de Bombarral, freguesia de Carvalhal, com uma população aproximada de 150 habitantes. Segundo o censo de 2011, possuía 110 habitantes.
Conta a lenda que certo dia um caçador ali caçou num só dia mais de uma dezena de lobos.
A bandeira da aldeia é composta por dois lobos. A maioria das pessoas dedica-se à produção de fruta, especialmente da Pêra Rocha.